# اسماعیل بن عمار
اسماعیل بن عَمّار اسدی (؟ -۷۸۱م) شاعر کوفی مخضرم و کنشگر سیاسی عراقی بود. او را خوگرِ شراب و دلبستهٔ آواز وصف کرده‌اند.

## زندگی
اسماعیل عمّار به فعالیت سیاسی نیز روی آورد. والی عراق، «یوسف بن عمر» (۱۲۰–۱۲۶ق) به او اتهام زد که از خوارج است. سپس اسماعیل اسدی به گردآوری پیروان مخالفان متهم شد و به زندان افتاد. هنگامی که «حَکَم بن صلت» حکومت یافت، او را آزاد نمود.

### ابن رامین
اسماعیل بن عمّار در کوفه با فردی به نام «ابن رامین» دوست بود؛ کسی که دوستداران شراب‌خواری و آوازخوانی نزد او گرد می‌آمدند تا بنوشند و به آواز کنیزانش گوش فرا دهند. شعرهایی از بن عمّار در وصف کنیزان ابن رامین برجای مانده است.
ابن رامین سه کنیز آوازه‌خوان به‌نام‌های «سلامه زرقا»، «سُعدی» و «ربیحه» داشت. اسماعیل بن عمار دوستدار هر سه بود.